# Koto (film 1963)
Koto (古都? lett. "Antica città") è un film del 1963 diretto da Noboru Nakamura. Fu candidato all'Oscar al miglior film straniero.